# تانيا بروغيرا
تانيا بروغيرا (بالإسبانية: Tania Bruguera)‏ (و. 1968  م) هي فنانة، ورسامة، ومخرجة مسرحية كوبية، ولدت في هافانا.

## التعليم
تعلمت في School of the Art Institute of Chicago ‏
.

## جوائز
حصلت على جوائز منها:
- Anonymous Was A Woman Award [الإنجليزية]‏ (2016)
- جوائز الأمير كلاوس
- زمالة غوغنهايم